# 小林站 (千葉縣)

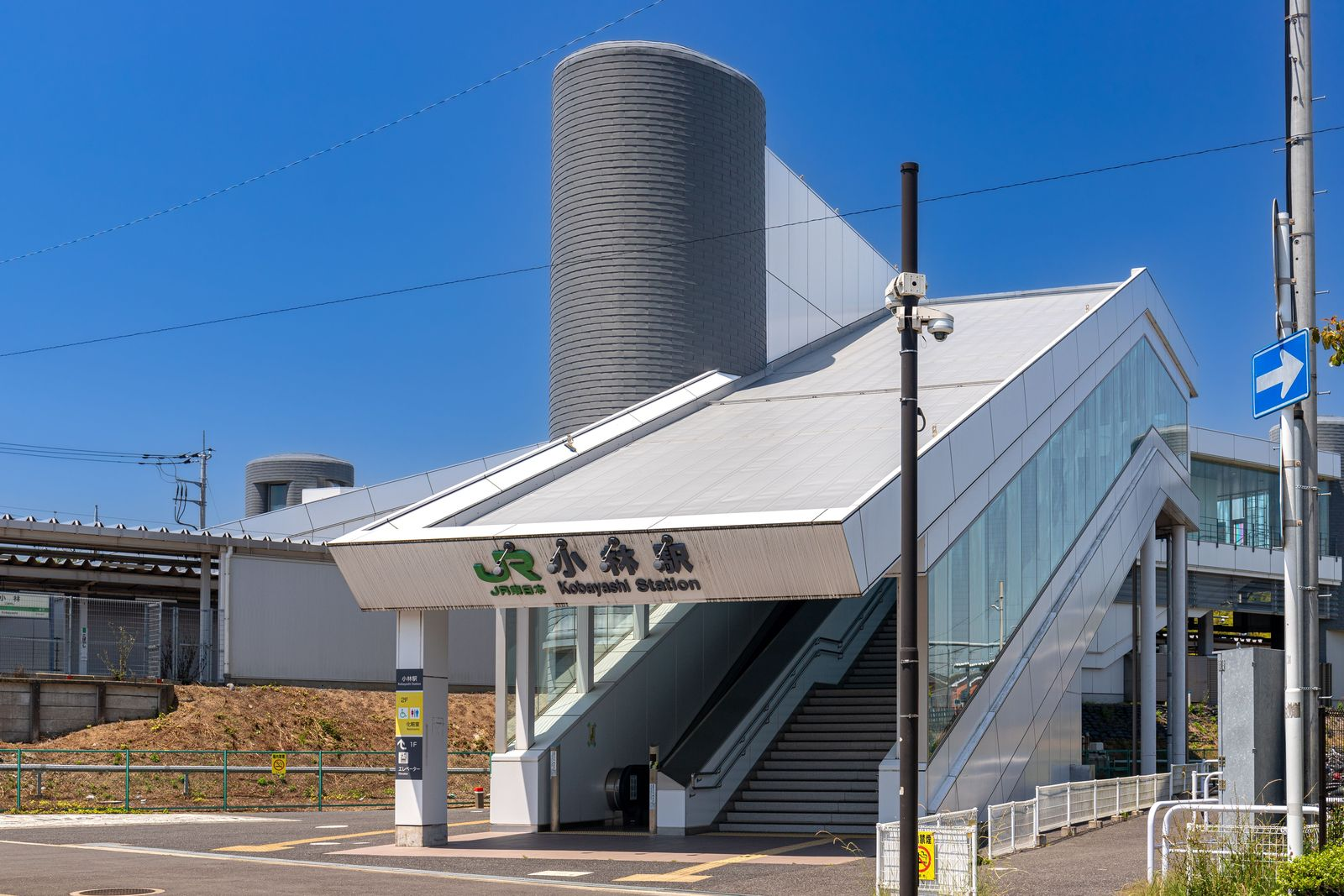
北出口（2022年5月）

小林站（日语：／ Kobayashi eki */?）是位於千葉縣印西市小林，屬於東日本旅客鐵道（JR東日本）的成田線（我孫子支線）車站。為了與九州旅客鐵道（JR九州）的小林站作區別，車票上會以「（成）小林」標示。

## 歷史
- 1901年（明治34年）8月10日：成田鐵道（第一代）木下站至安食站之間開設此站[1]。為旅客和貨物車站。同日下總松崎站啟用[1]。
- 1920年（大正9年）9月1日：成田鐵道被國有化（日语：鉄道敷設法），成為國有鐵道車站[1]。
- 1961年（昭和36年）11月1日：結束貨物起卸業務。
- 1973年（昭和48年）10月1日：成田線我孫子站至成田站之間電氣化[1]。
- 1987年（昭和62年）4月1日：伴隨國鐵分割民營化，車站由東日本旅客鐵道（JR東日本）營運[1]。
- 2001年（平成13年）11月18日：此站開始可以使用IC卡「Suica」[2]。
- 2014年（平成26年）
  - 9月15日：當日起綠色窗口結業。
  - 11月9日：跨站式站房和自由通道開始使用[3]。
- 2015年（平成27年）9月16日：新車站大樓落成[4]。

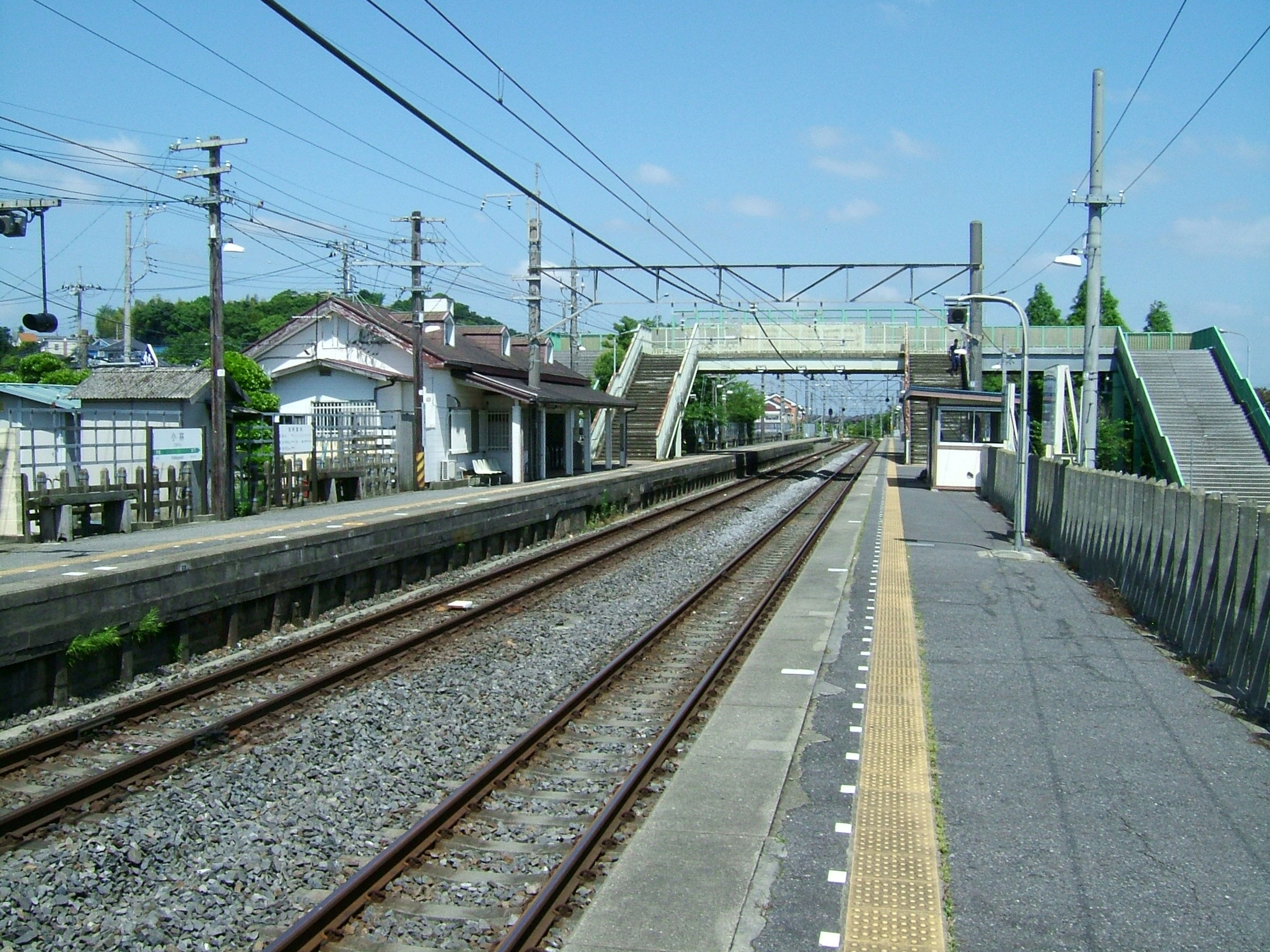
舊月台（2008年6月）
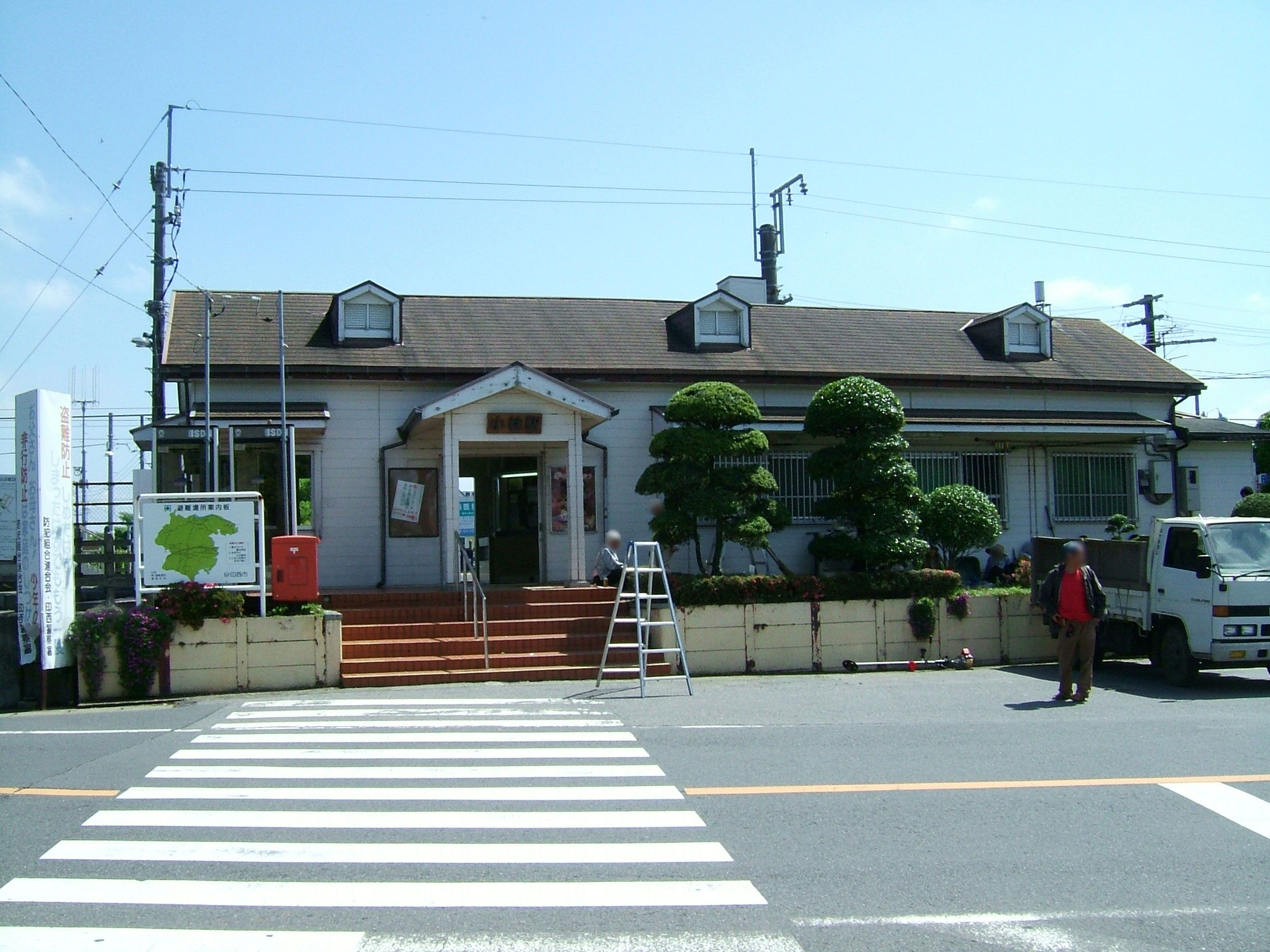
舊站房（2008年6月）

## 車站構造
此站是地面車站，設有2面2線的相對式月台。此站過去為木造站房，並設有跨線橋連接。2014年新站房落成，為一座跨站式站房。
此站是由湖北站管理的業務委託車站，並委托JR東日本車站服務負責車站業務。站內設有自動閘機和自動售票機，也設有廁所（男女分開的濕廁）和多功能廁所，均位於車站大堂南邊。舊車站的2號月台上設有男女分開的濕廁。新閘口內曾設有男女共用旱廁。

### 月台
| 月台 | 路線                  | 上下行 | 方向                   |
| ---- | --------------------- | ------ | ---------------------- |
| 1    | ■成田線（我孫子支線） | 下行   | 成田方向               |
| 2    | ■成田線（我孫子支線） | 上行   | 我孫子、上野、品川方向 |

參考

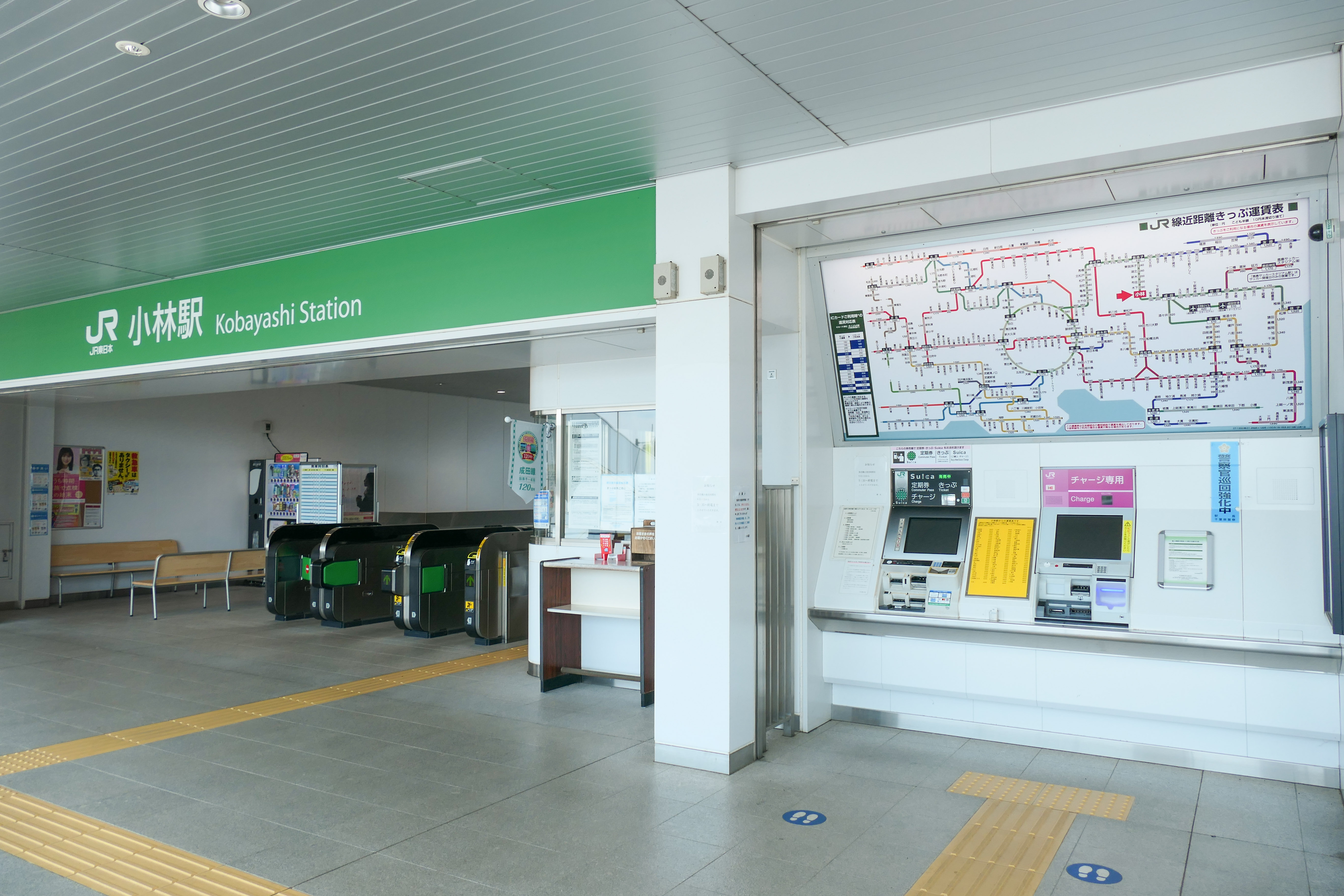
驗票閘口（2021年5月）
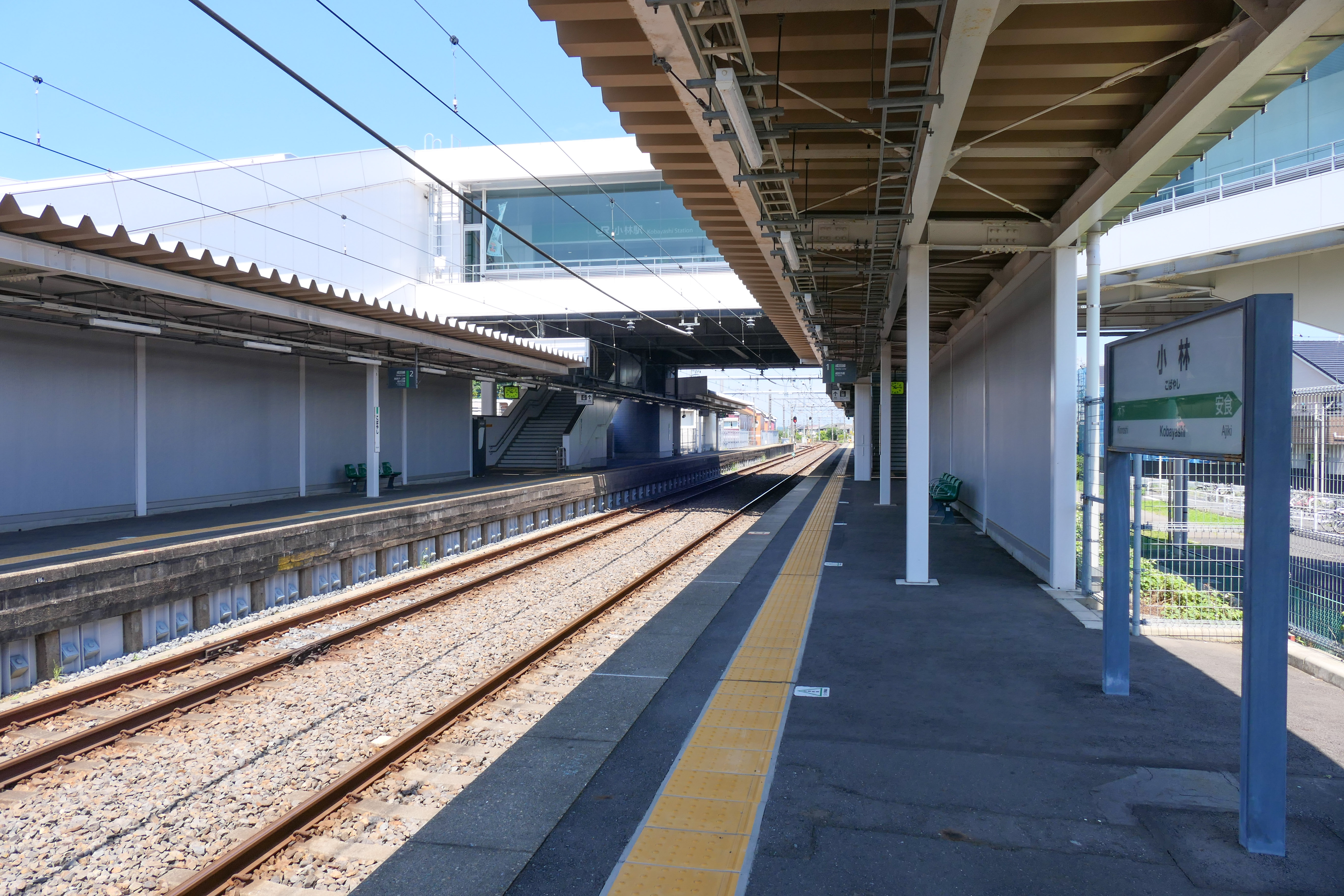
月台（2021年5月）

## 使用狀況
在2019年（令和元年）度1日平均乘車人次為1,953人，以下為乘車人次變化列表：
| 乘車人次變化       | 乘車人次變化     | 乘車人次變化 |
| 年度               | 1日平均 乘車人次 | 參考資料     |
| ------------------ | ---------------- | ------------ |
| 1965年（昭和40年） | 2,509            | [ * 1 ]      |
| 1970年（昭和45年） | 1,890            | [ * 2 ]      |
| 1990年（平成02年） | 2,703            | [ * 3 ]      |
| 1991年（平成03年） | 2,898            | [ * 4 ]      |
| 1992年（平成04年） | 3,097            | [ * 5 ]      |
| 1993年（平成05年） | 3,206            | [ * 6 ]      |
| 1994年（平成06年） | 3,230            | [ * 7 ]      |
| 1995年（平成07年） | 3,179            | [ * 8 ]      |
| 1996年（平成08年） | 3,217            | [ * 9 ]      |
| 1997年（平成09年） | 3,159            | [ * 10 ]     |
| 1998年（平成10年） | 3,157            | [ * 11 ]     |
| 1999年（平成11年） | 3,082            | [ * 12 ]     |
| 2000年（平成12年） | 3,079            | [ * 13 ]     |
| 2001年（平成13年） | 3,059            | [ * 14 ]     |
| 2002年（平成14年） | 2,994            | [ * 15 ]     |
| 2003年（平成15年） | 2,959            | [ * 16 ]     |
| 2004年（平成16年） | 2,942            | [ * 17 ]     |
| 2005年（平成17年） | 2,885            | [ * 18 ]     |
| 2006年（平成18年） | 2,844            | [ * 19 ]     |
| 2007年（平成19年） | 2,814            | [ * 20 ]     |
| 2008年（平成20年） | 2,764            | [ * 21 ]     |
| 2009年（平成21年） | 2,602            | [ * 22 ]     |
| 2010年（平成22年） | 2,443            | [ * 23 ]     |
| 2011年（平成23年） | 2,278            | [ * 24 ]     |
| 2012年（平成24年） | 2,252            | [ * 25 ]     |
| 2013年（平成25年） | 2,188            | [ * 26 ]     |
| 2014年（平成26年） | 2,081            | [ * 27 ]     |
| 2015年（平成27年） | 2,035            | [ * 28 ]     |
| 2016年（平成28年） | 1,991            | [ * 29 ]     |
| 2017年（平成29年） | 1,975            | [ * 30 ]     |
| 2018年（平成30年） | 1,966            | [ * 31 ]     |
| 2019年（令和元年） | 1,953            |              |

## 車站周邊
- 國道356號（日语：国道356号）
- 千葉縣道291號印西印旛線（日语：千葉県道291号印西印旛線）
- 小林社區廣場（印西市政廳小林出張所）
- 小林站前郵局
- 印西市立小林中學（日语：印西市立小林中学校）
- 印西市立小林小學（日语：印西市立小林小学校）
- 印西市立小林北小學（日语：印西市立小林北小学校）
- 小林牧場（日语：小林牧場） - 大井競馬場競賽馬的牧場。在春天盛開櫻花樹，為縣內有名的賞櫻勝地。
- 淺間山公園
- 丸悦（日语：マルエツ）小林店

## 巴士路線
| 乘車處     | 系統                   | 主要途經                                     | 目的地       | 巴士公司       | 備註                   |
| ---------- | ---------------------- | -------------------------------------------- | ------------ | -------------- | ---------------------- |
| 小林站前   | 東路線（平岡、小林回） | 馬場入口、平岡宮堤、木下站南出口             | 市政廳       | 印西市親睦巴士 |                        |
| 小林站前   | 東路線（小林、平岡回） | 小林牧場、鳴澤、平岡宮堤、木下站南出口       | 市政廳       | 印西市親睦巴士 |                        |
| JR小林站前 |                        | 小林牧場、印西牧之原站、Joyful本田           | 印旛明誠高校 | 千葉彩虹巴士   |                        |
| 小林站     | 六合路線               | 本埜分所前、郵局前、印旛日本醫大站、白翠園前 | 京成佐倉站   | 油菜花交通巴士 |                        |
| 小林站     | 六合路線               | 本埜支所前・郵便局前・白翠園前               | 京成佐倉站   | 油菜花交通巴士 | 朝1本のみ              |
| 小林站     | 布鎌循環路線（右廻）   | 惣社水神社入口、JA西印旛農協前、公所前       | 安食站       | 榮町循環巴士   | 平日和星期六於上午服務 |
| 小林站     | 布鎌循環路線（左廻）   | 和田、JA西印旛農協前、公所前                 | 安食站       | 榮町循環巴士   | 平日和星期六於上午服務 |

## 相鄰車站
東日本旅客鐵道（JR東日本）
■成田線（我孫子支線）
木下－小林－安食

## 注腳

### 使用狀況
1. ↑  千葉縣統計年鑑 （页面存档备份，存于）（日語） - 千葉縣
2. ↑  データいんざい[]（日語） - 印西市

JR東日本2000年度以後的乘車人次
1. ↑  各駅の乗車人員（2000年度） （页面存档备份，存于）（日語） - JR東日本
2. ↑  各駅の乗車人員（2001年度） （页面存档备份，存于）（日語） - JR東日本
3. ↑  各駅の乗車人員（2002年度） （页面存档备份，存于）（日語） - JR東日本
4. ↑  各駅の乗車人員（2003年度） （页面存档备份，存于）（日語） - JR東日本
5. ↑  各駅の乗車人員（2004年度） （页面存档备份，存于）（日語） - JR東日本
6. ↑  各駅の乗車人員（2005年度） （页面存档备份，存于）（日語） - JR東日本
7. ↑  各駅の乗車人員（2006年度） （页面存档备份，存于）（日語） - JR東日本
8. ↑  各駅の乗車人員（2007年度） （页面存档备份，存于）（日語） - JR東日本
9. ↑  各駅の乗車人員（2008年度） （页面存档备份，存于）（日語） - JR東日本
10. ↑  各駅の乗車人員（2009年度） （页面存档备份，存于）（日語） - JR東日本
11. ↑  各駅の乗車人員（2010年度） （页面存档备份，存于）（日語） - JR東日本
12. ↑  各駅の乗車人員（2011年度） （页面存档备份，存于）（日語） - JR東日本
13. ↑  各駅の乗車人員（2012年度） （页面存档备份，存于）（日語） - JR東日本
14. ↑  各駅の乗車人員（2013年度） （页面存档备份，存于）（日語） - JR東日本
15. ↑  各駅の乗車人員（2014年度） （页面存档备份，存于）（日語） - JR東日本
16. ↑  各駅の乗車人員（2015年度） （页面存档备份，存于）（日語） - JR東日本
17. ↑  各駅の乗車人員（2016年度） （页面存档备份，存于）（日語） - JR東日本
18. ↑  各駅の乗車人員（2017年度） （页面存档备份，存于）（日語） - JR東日本
19. ↑  各駅の乗車人員（2018年度） （页面存档备份，存于）（日語） - JR東日本
20. ↑  各駅の乗車人員（2019年度） （页面存档备份，存于）（日語） - JR東日本

千葉縣統計年鑑
1. ↑  千葉縣統計年鑑（昭和41年） （页面存档备份，存于）（日語）
2. ↑  千葉縣統計年鑑（昭和46年） （页面存档备份，存于）（日語）
3. ↑  千葉縣統計年鑑（平成3年） （页面存档备份，存于）（日語）
4. ↑  千葉縣統計年鑑（平成4年） （页面存档备份，存于）（日語）
5. ↑  千葉縣統計年鑑（平成5年） （页面存档备份，存于）（日語）
6. ↑  千葉縣統計年鑑（平成6年） （页面存档备份，存于）（日語）
7. ↑  千葉縣統計年鑑（平成7年） （页面存档备份，存于）（日語）
8. ↑  千葉縣統計年鑑（平成8年） （页面存档备份，存于）（日語）
9. ↑  千葉縣統計年鑑（平成9年） （页面存档备份，存于）（日語）
10. ↑  千葉縣統計年鑑（平成10年） （页面存档备份，存于）（日語）
11. ↑  千葉縣統計年鑑（平成11年） （页面存档备份，存于）（日語）
12. ↑  千葉縣統計年鑑（平成12年） （页面存档备份，存于）（日語）
13. ↑  千葉縣統計年鑑（平成13年） （页面存档备份，存于）（日語）
14. ↑  千葉縣統計年鑑（平成14年） （页面存档备份，存于）（日語）
15. ↑  千葉縣統計年鑑（平成15年） （页面存档备份，存于）（日語）
16. ↑  千葉縣統計年鑑（平成16年） （页面存档备份，存于）（日語）
17. ↑  千葉縣統計年鑑（平成17年） （页面存档备份，存于）（日語）
18. ↑  千葉縣統計年鑑（平成18年） （页面存档备份，存于）（日語）
19. ↑  千葉縣統計年鑑（平成19年） （页面存档备份，存于）（日語）
20. ↑  千葉縣統計年鑑（平成20年） （页面存档备份，存于）（日語）
21. ↑  千葉縣統計年鑑（平成21年） （页面存档备份，存于）（日語）
22. ↑  千葉縣統計年鑑（平成22年） （页面存档备份，存于）（日語）
23. ↑  千葉縣統計年鑑（平成23年） （页面存档备份，存于）（日語）
24. ↑  千葉縣統計年鑑（平成24年） （页面存档备份，存于）（日語）
25. ↑  千葉縣統計年鑑（平成25年） （页面存档备份，存于）（日語）
26. ↑  千葉縣統計年鑑（平成26年） （页面存档备份，存于）（日語）
27. ↑  千葉縣統計年鑑（平成27年） （页面存档备份，存于）（日語）
28. ↑  千葉縣統計年鑑（平成28年） （页面存档备份，存于）（日語）
29. ↑  千葉縣統計年鑑（平成29年） （页面存档备份，存于）（日語）
30. ↑  千葉縣統計年鑑（平成30年） （页面存档备份，存于）（日語）
31. ↑  千葉縣統計年鑑（令和元年） （页面存档备份，存于）（日語）

## 外部連結
- 車站資訊（小林）：東日本旅客鐵道（日語）